# Linéament

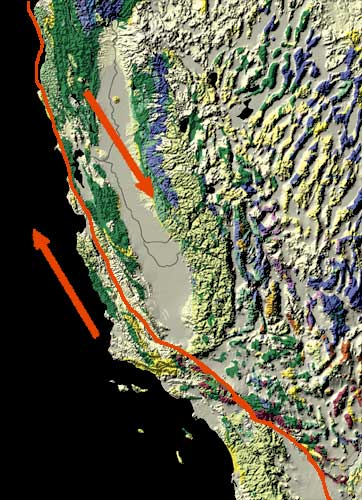
Linéament de la faille de San Andreas.

Un linéament (du latin linaementum, « ligne ») est un alignement structural de dimension importante (plusieurs dizaines ou centaines de kilomètres) correspondant à un accident de l'écorce terrestre dont l'influence se fait sentir sur des millions d'années au cours de phases tectoniques successives.
Le rhegmatisme (du grec rhegma, « fracture ») désigne l'ensemble des phénomènes tectoniques ou morphologiques liés à la présence de fractures majeures (appelées rhegmes) de la croûte terrestre.

## Caractéristiques
Typiquement un linéament comprend une vallée, une ligne de côte droite ou une colline formée à partir d'un alignement de failles (ensemble de failles s'anastomosant entre elles) ou de plis, voire une combinaison de tous ces éléments. Des zones de fractures, des zones de cisaillement et des intrusions ignées telles que les dykes peuvent également donner lieu à des linéaments.
Les linéaments sont souvent apparents sur les cartes géologiques ou topographiques et peuvent être mis en évidence sur les photos aériennes ou par satellite, telle que la ligne de faille des Highlands.
Un mégalinéament atteint des centaines de kilomètres, voire l'échelle continentale. Le tracé de la faille de San Andreas peut être considéré comme un exemple de linéament. 
Des linéaments ont également été identifiés sur d'autres planètes et leurs satellites. Leur origine peut être radicalement différente de celles des linéaments terrestres en raison des différents processus tectoniques impliqués.